# Westport (Irlande)
Pour les articles homonymes, voir Westport.
 (juillet 2012).
Si vous disposez d'ouvrages ou d'articles de référence ou si vous connaissez des sites web de qualité traitant du thème abordé ici, merci de compléter l'article en donnant les références utiles à sa vérifiabilité et en les liant à la section « Notes et références ».
Westport (en irlandais : Cathair na Mart, littéralement : « la cité des bœufs ») est une ville du comté de Mayo située dans la province de Connacht sur la côte ouest de l’Irlande.

## Géographie
La ville est située au sud-est de Clew Bay.
Westport, ville de pêcheurs, a été conçue à partir des plans d’urbanisme de James Wyatt au XVIIIe siècle, sur une commande de Lord Sligo qui voulait créer une ville modèle pour loger ses sujets et ses ouvriers.
Tout le centre-ville présente une grande unité architecturale dans le style géorgien.

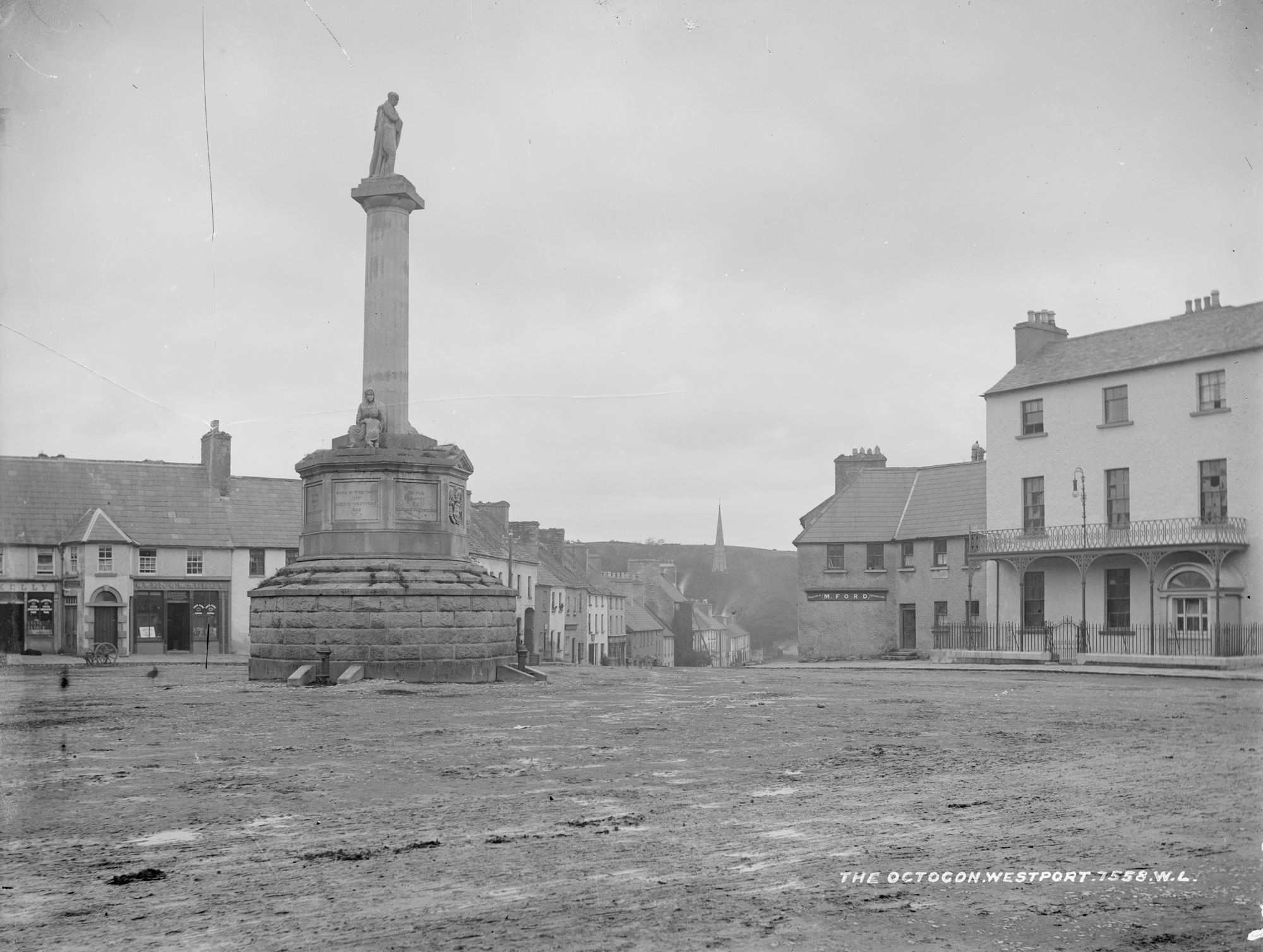
Monument à George Glendenningu, édifié vers 1902. Plus tard, la statue sera remplacée par celle de saint Patrick.

La ville s'est construite autour d’une promenade (The Mall), parallèle à un canal d'agrément qui détourne les eaux de la rivière Carrowberg dans l'agglomération. 
Sur le Mall, se trouve un monument en hommage à l'un des personnages les plus célèbres de la ville, le major John MacBride. Né en 1865, il intègre l’armée des Boers afin de se battre contre les forces britanniques. 
De retour en Irlande, il s’engage aux côtés des insurgés et prend part à l’insurrection de Pâques 1916. Après l’échec de l’insurrection, il est arrêté et exécuté. Il est le père de Sean MacBride, lauréat du Prix Nobel de la paix.
Le principal monument de la ville est Westport House qui fut la demeure principale de la Marquise de Sligo. Il est construit sur les plans de Richard Cassels, dans les années 1730, sur l’emplacement du château de Grace O'Malley. Le donjon de ce château primitif est conservé dans l’architecture du château actuel.
Westport est le terminus de la ligne de chemin de fer en provenance de Dublin. La gare est très fréquentée par tous les pèlerins à destination de Croagh Patrick. Westport en est la plus proche grande ville. 
La proximité de sites touristiques très renommés comme Clew Bay, le Connemara et Achill Island font de Westport un des points centraux du tourisme irlandais.

## Démographie
Entre les recensements de 2011 et 2016, la ville a connu une croissance limitée de 5 543 à 6 198 habitants,,,,.
Les habitants de Westport sont couramment appelés des « Coveys », en référence au langage particulier qu’ils parlaient, il y a encore quelques dizaines d’années.

## Festivités
De nombreux festivals animent la ville tout au long de l’année. Le principal est celui du pèlerinage annuel à Croagh Patrick qui a lieu le dernier dimanche de juillet. Les autres festivals sont le Westport Horse and Pony en juin, le Seafood Festival en octobre, le Festival d’art, musique et littérature en septembre.
La procession annuelle de la Fête-Dieu est très suivie.

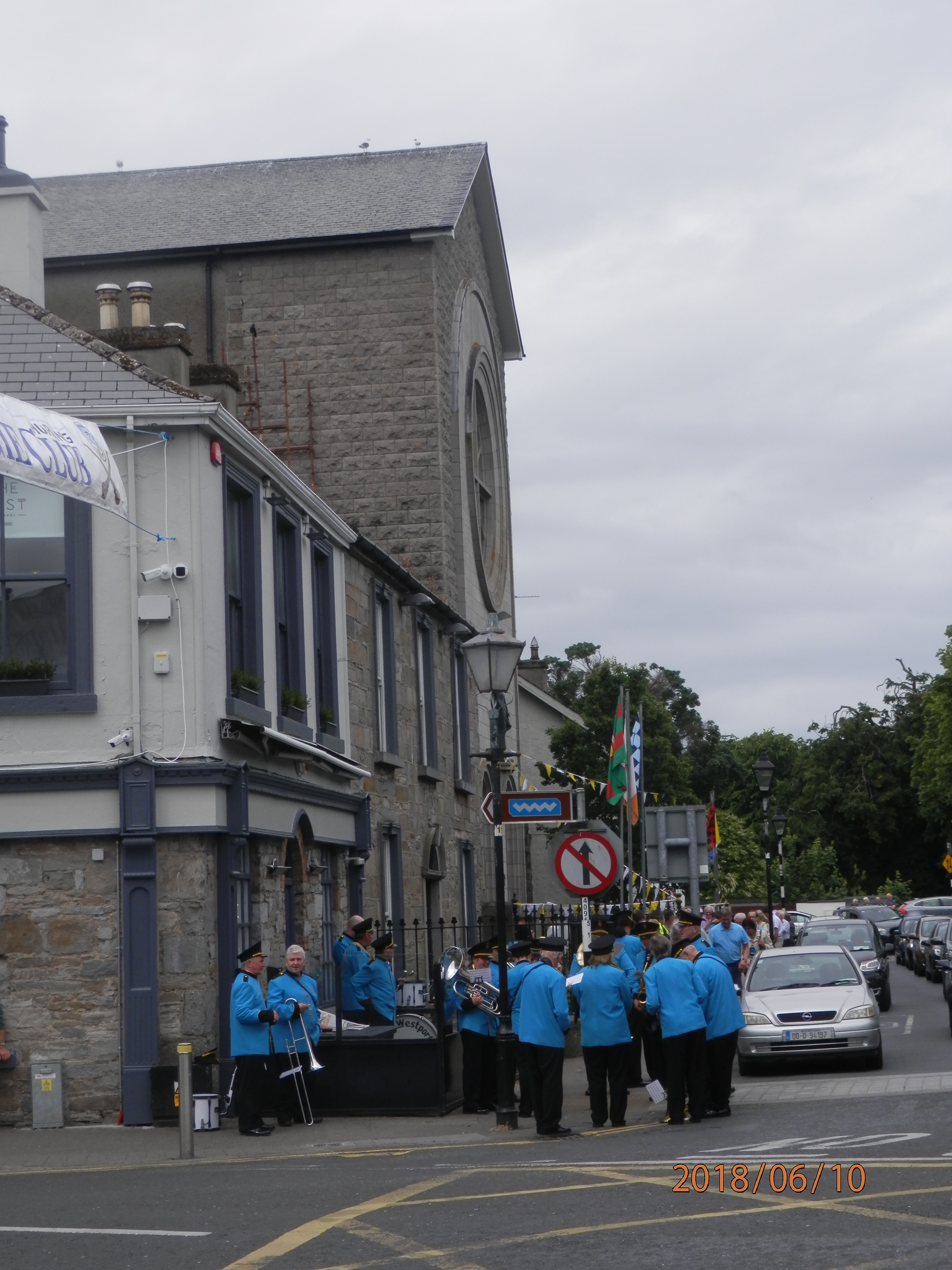
Fête-Dieu : Fanfare à la procession dans les rues de Westport.

## Jumelages
Plougastel-Daoulas (France), dans le Finistère.
La ville soutient le développement d’Aror, une petite ville du Kenya.